# Route nationale 83bis
La route nationale 83BIS ou RN 83BIS est une route nationale française reliant La Villeneuve à Saint-Marcel, en Saône-et-Loire, et n'ayant d'ailleurs aucun rapport avec la RN 83. À la suite de la réforme de 1972, elle a été intégrée à la RN 73.

## Histoire
La route de La Villeneuve à Saint-Marcel est d'abord classée route départementale par le décret impérial du 7 janvier 1813, sous le nom de route départementale no 1 de Chalon à Strasbourg par Navilly et Dole. Ensuite, une loi du 26 juillet 1839 a classé cette route dans le réseau national sous le nom de route nationale 83BIS.

## Ancien tracé
- La Villeneuve
- Navilly
- Sermesse
- Saint-Maurice-en-Rivière
- Damerey
- Bey
- Châtenoy-en-Bresse
- Saint-Marcel